# Dactylispa montivaga
Dactylispa montivaga es una especie de insecto coleóptero de la familia Chrysomelidae.
Fue descrita científicamente en 1898 por Gestro.